# Nemoura pseudoerratica
Nemoura pseudoerratica är en bäcksländeart som beskrevs av Vinçon och Isabel Pardo 2003. Nemoura pseudoerratica ingår i släktet Nemoura och familjen kryssbäcksländor. Inga underarter finns listade i Catalogue of Life.